# Santa Helena (Califórnia)
Santa Helena é uma cidade localizada no estado norte-americano da Califórnia, condado de Napa. Foi incorporada em 24 de março de 1876.
Ellen G. White, co-fundadora da igreja Adventista do Sétimo Dia, tinha uma casa chamada "Elmshaven" perto de St. Helena, com início em 1900. Ela morreu em 1915 e a sua casa agora é Patrimônio Histórico Nacional. A Santa Helena AVA está na região.

## Geografia
De acordo com o United States Census Bureau, a cidade tem uma área de 13 km², onde 12,9 km² estão cobertos por terra e 0,1 km² por água.

## Demografia
Segundo o censo nacional de 2010, a sua população é de 5 814 habitantes e sua densidade populacional é de 449,86 hab/km². É a cidade com a maior redução de população no condado de Napa. Possui 2 776 residências, que resulta em uma densidade de 214,79 residências/km².